# 瑞貴人
瑞貴人（ずいきじん、？ - 乾隆30年（1765年））は、清の乾隆帝の側室。姓は索綽羅氏で、漢姓石氏。満洲正白旗の出身。父は従一品礼部尚書徳保。

## 生涯
后妃選定面接試験「選秀女」を通過し、「学規矩女子」として令妃のもとで後宮のしきたりなどを学びはじめる。
乾隆24年(1759年)、瑞常在に封じられ、父が従二品工部侍郎に任じられる。
乾隆25年（1760年）、瑞貴人に封じられる。
乾隆30年（1765年)、逝去し、裕陵の妃園寢に葬された。

## 登場作品
- 如懿伝 〜紫禁城に散る宿命の王妃〜（2017年、中国、演：朱珏）
- 瓔珞〜紫禁城に燃ゆる逆襲の王妃〜（2018年、中国、演：常小雨）

## 伝記資料
- 『清史稿』